# Kasteel van Betliar
Het kasteel van Betliar (Slowaaks: Betliarsky kaštiel) is een landhuis met kasteelachtige allures in de Slowaakse gemeente Betliar. Het ligt aan de Šafárikova, nabij het kruispunt met de Lesná, op een afstand van ongeveer 4 kilometer ten noorden van de stad Rožňava.

## Geschiedenis

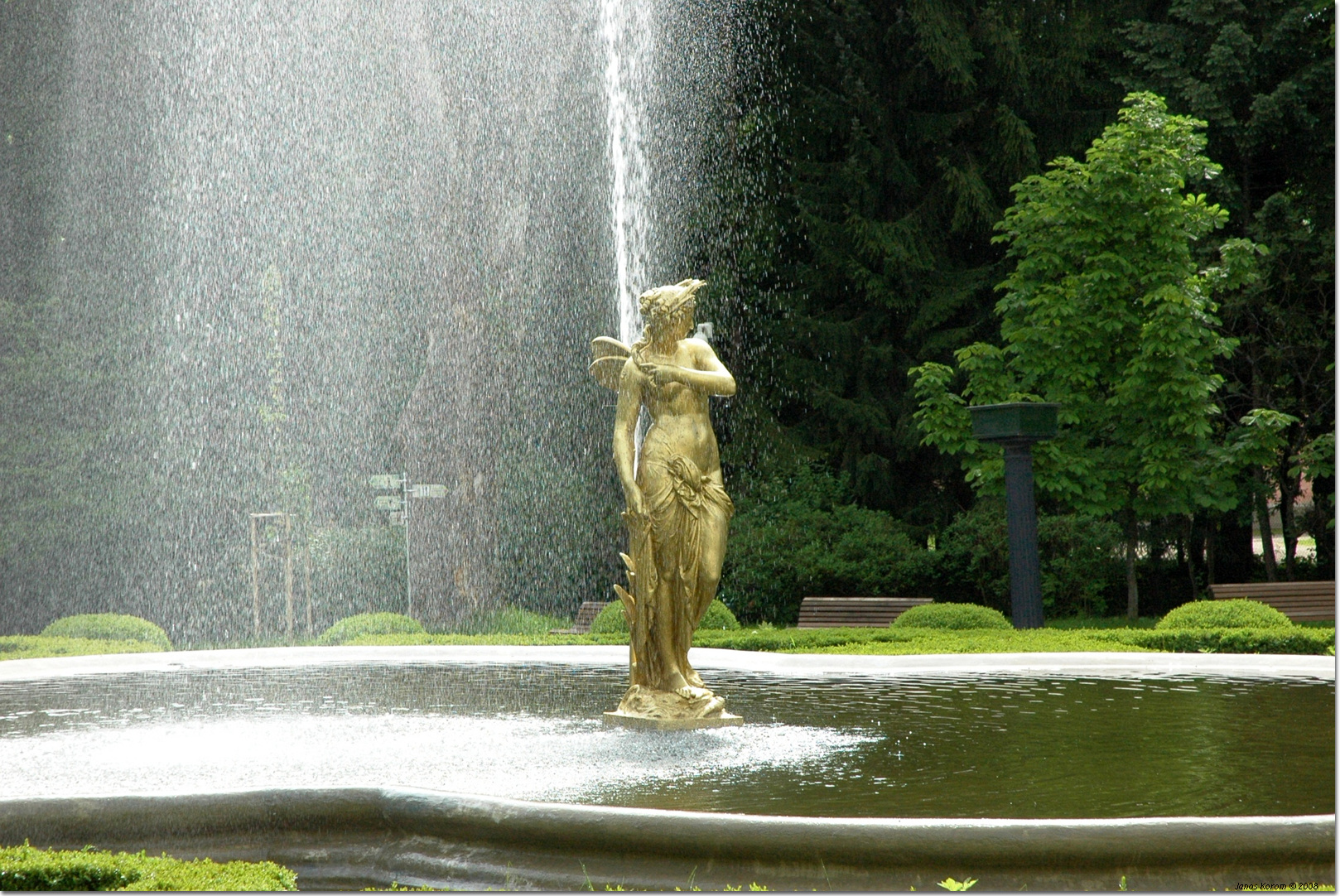
Psyche in het Engelse Park

Het huidige landhuis is een opvolger van een laatmiddeleeuwse waterburcht die in de jaren 1440 in opdracht van de familie Bebek werd gebouwd. Dit waterfort diende destijds als voorpost voor het kasteel Krásna Hôrka. Aan het einde van de 15e eeuw werd het fort uitgebreid met drie torens:
- een aan de noordoostelijke kant,
- een aan de zuidoostelijke kant,
- een aan de zuidwestelijke kant.

Ten tijde van de Turkse invasie (eerste helft van de 16e eeuw) werd het complex aanvullend versterkt. Ten slotte werd het verbouwd in renaissancestijl.
Nadat het geslacht Bebek in 1556 het toenmalige graafschap Gemer moesten verlaten wegens ontrouw aan de keizer, kwam de vesting onder het bestuur van de machthebbers in Krásna Hôrka. In 1578 stelde Keizer Rudolf II een nieuwe kasteelheer aan: Peter I Andrássy. Zodoende begon de bijna 370-jarige aanwezigheid van de Andrássy-familie in de regio Gemer.
Het duurde echter tot 1702 voordat het fort op initiatief van graaf Stephan Andrássy ingrijpend veranderde. Deze werken duurden tot 1712. Het resultaat was nog steeds een versterkt kasteel, met één verdieping en vier torens.
In de jaren 1783 tot 1795 werd het bouwwerk uitgebreid in klassieke stijl, met inbegrip van de toevoeging van een deel der tweede verdieping en een rotonde.
Gelijktijdig werd het Engelse Park aangelegd naar de plannen van de Lübeckse tuinarchitect Christian Heinrich Nebbien (°1778 - † 1841).

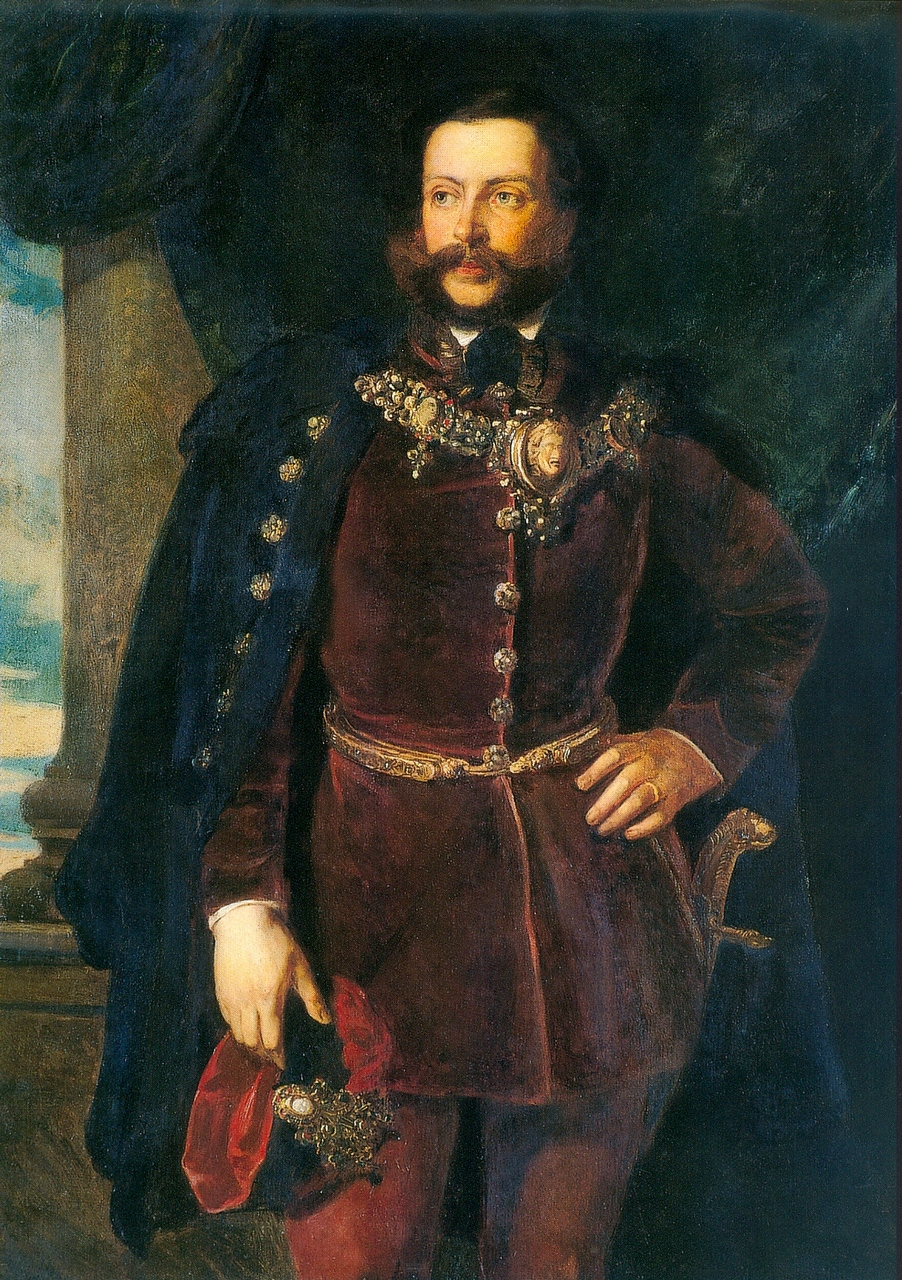
Manó Andrássy gaf vanaf 1880 het kasteel en het Engelse Park hun huidige uitzicht

Toen de familie Andrássy in het koninkrijk Hongarije een vaste plaats verwierf in het openbare leven en er hoge politieke functies bekleedde -voornamelijk na het Ausgleich van 1867- kreeg het kasteel in de jaren 1880 tot 1886 zijn huidige uitzicht. De verbouwingen die ondernomen werden door Manó Andrássy resulteerden in een indrukwekkend representatief Frans jachthuis in historiserende stijl. De restauratie had vooral betrekking op de gemeenschappelijke ruimten en gastenkamers, en ook op de huidige inkomhal met een houten cassetteplafond.
Tot 1944/1945 werd het landhuis bewoond door de oorspronkelijke eigenaren: de familie Andrássy, maar in 1945 werd het in toepassing van de Beneš-decreten genationaliseerd. De originele uitrusting bleef.
Sedert 1953 is er door de organisatie “Slowaaks Nationaal Museum” een permanente tentoonstelling ingericht. Deze omvat een zeldzaam cultureel en historisch erfgoed dat verscheidene eeuwen omvat, en de adellijke levensstijl van de 18e en 19e eeuw in beeld brengt.
Vanaf 1968 onderging het landhuis gedurende tientallen jaren een renovatie en na de voltooiing in 1994 werden de werken bekroond met de Europa Nostra-prijs. Thans is het complex een van de meest bezochte monumenten in de regio.

## Cultureel erfgoed
Het landhuis is ingevolge een beslissing van 6 mei 1963 een nationaal cultureel monument.
In 1985 bestempelde de regering van de Slowaakse Socialistische Republiek het complex als zeldzaam cultureel en historisch erfgoed van verscheidene eeuwen.

## Interieur

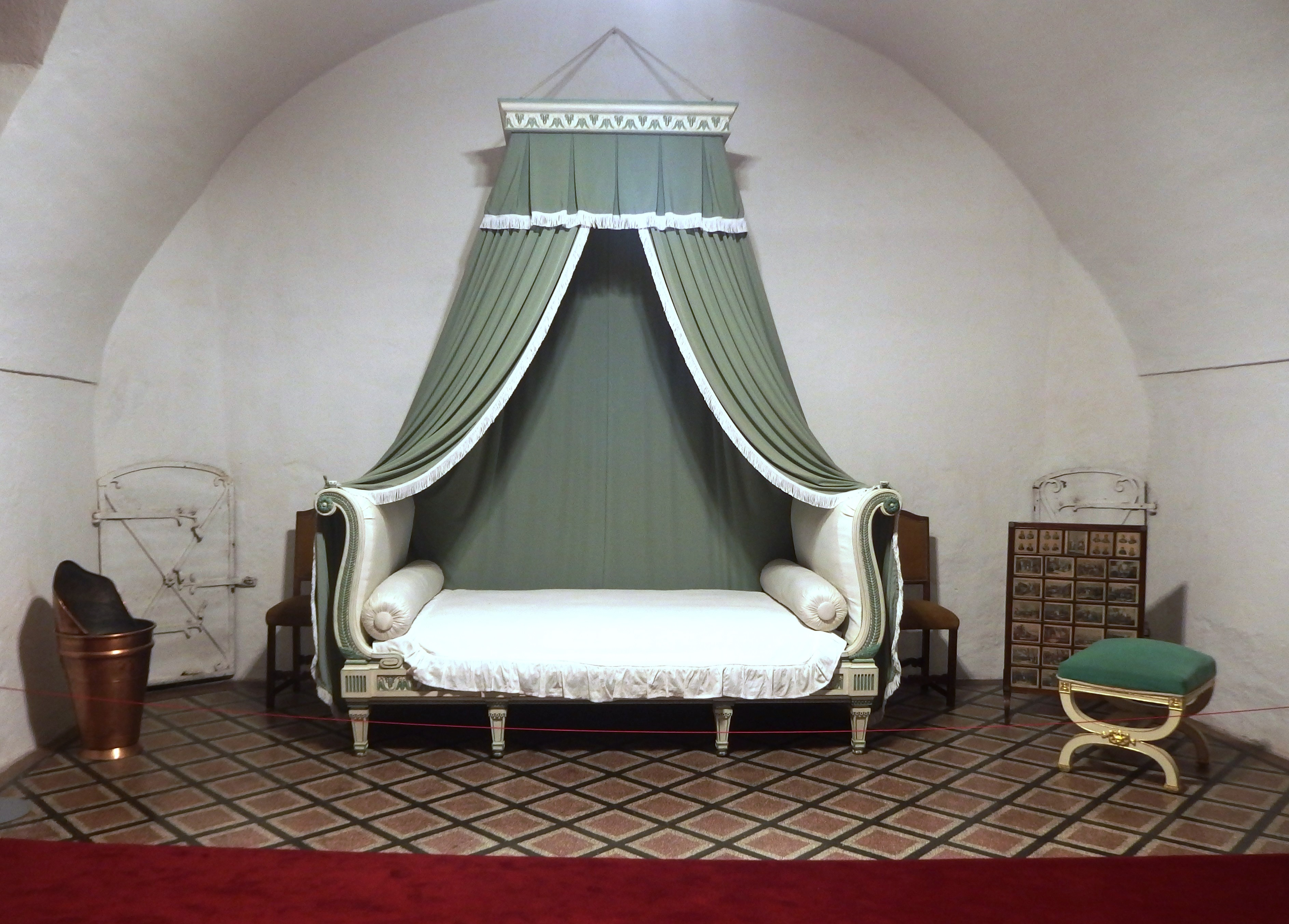
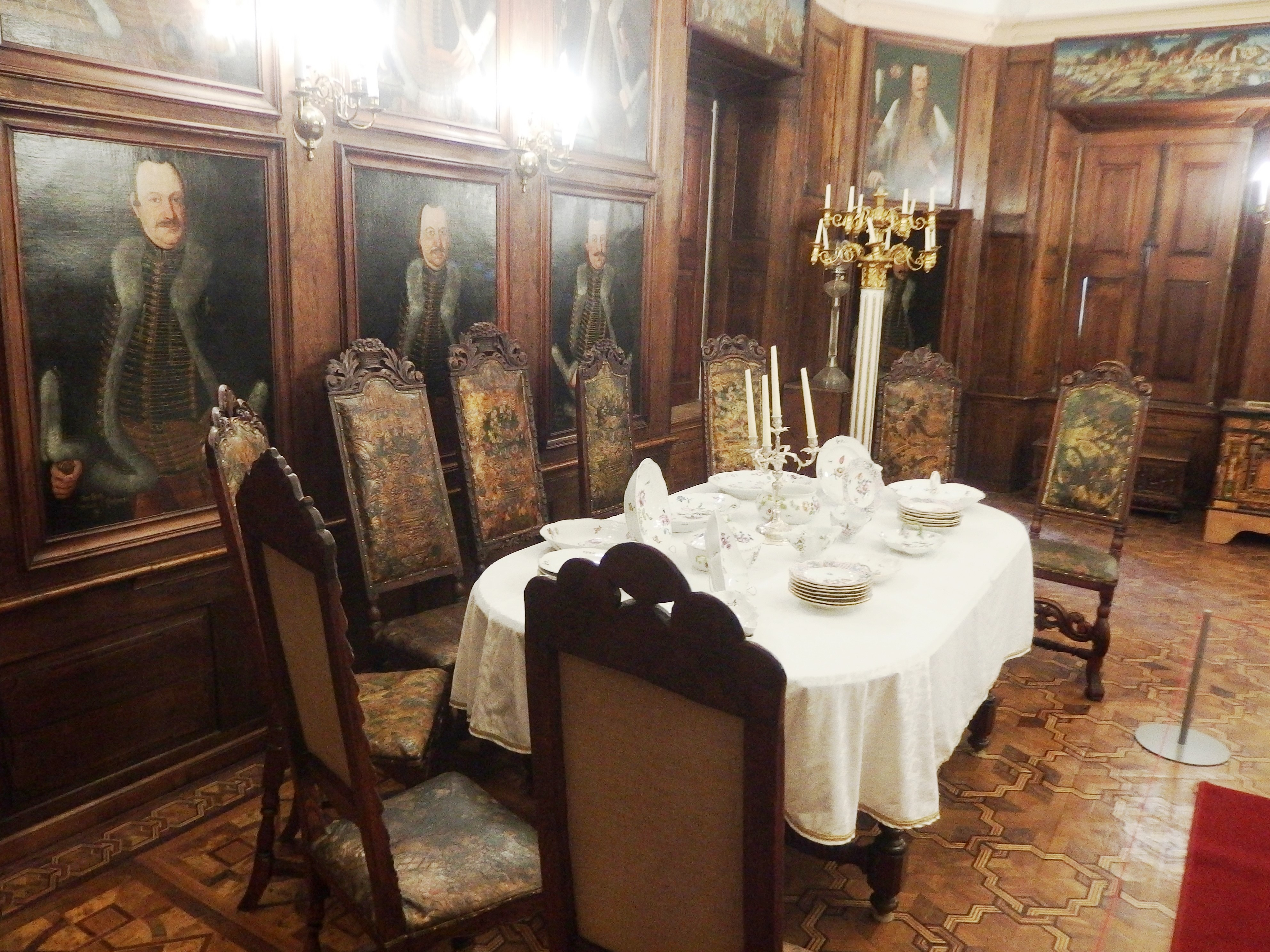
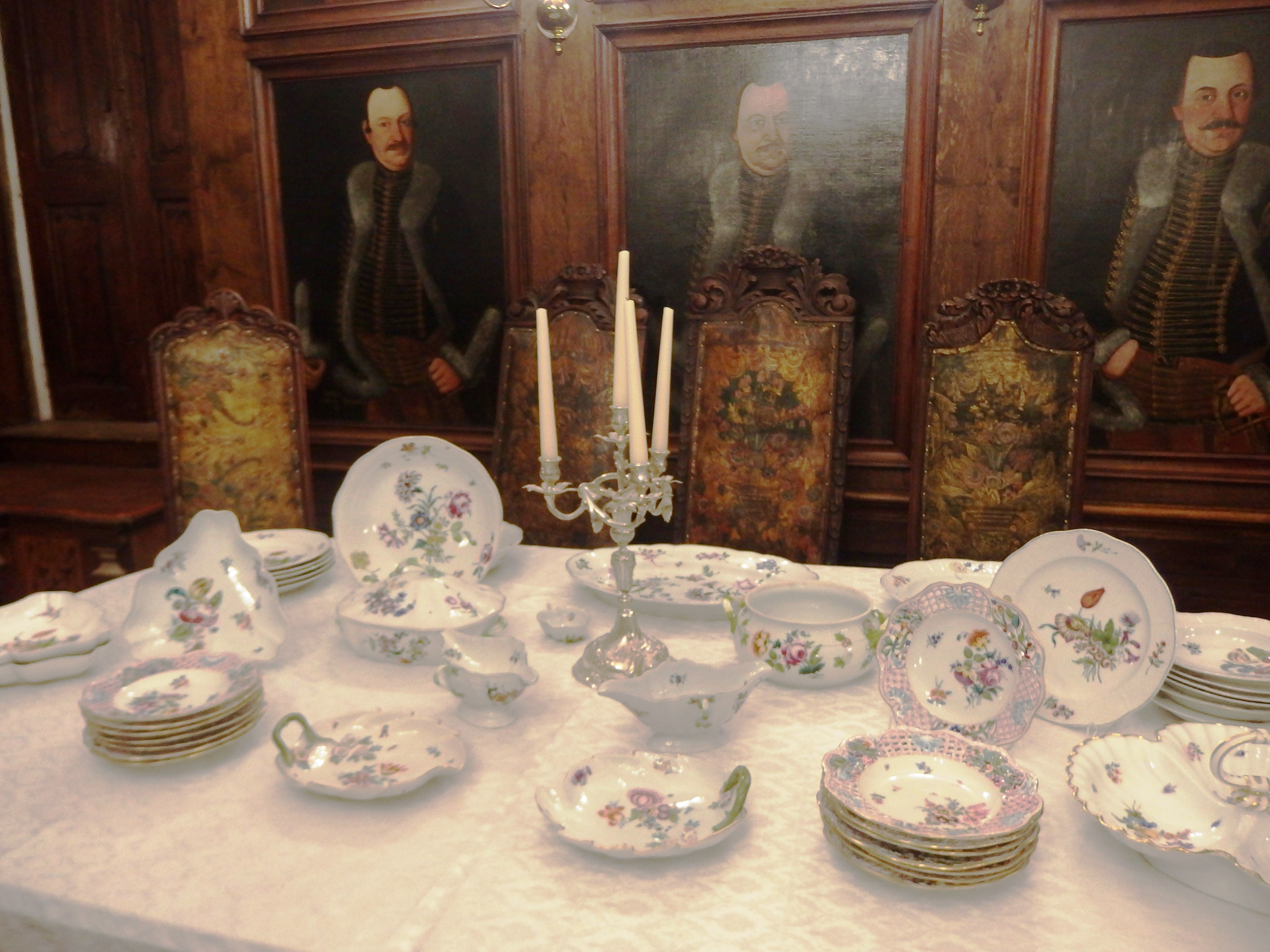
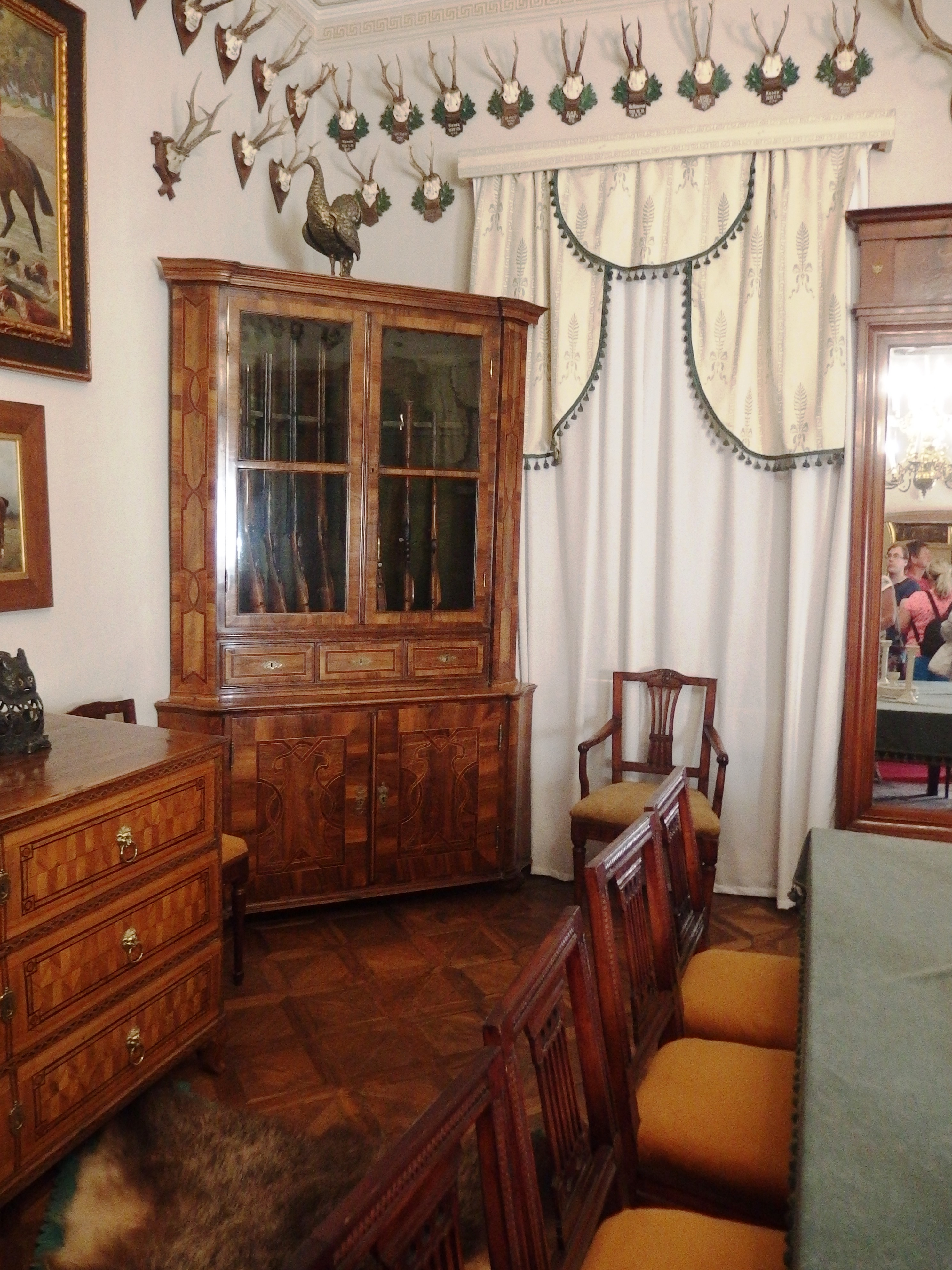
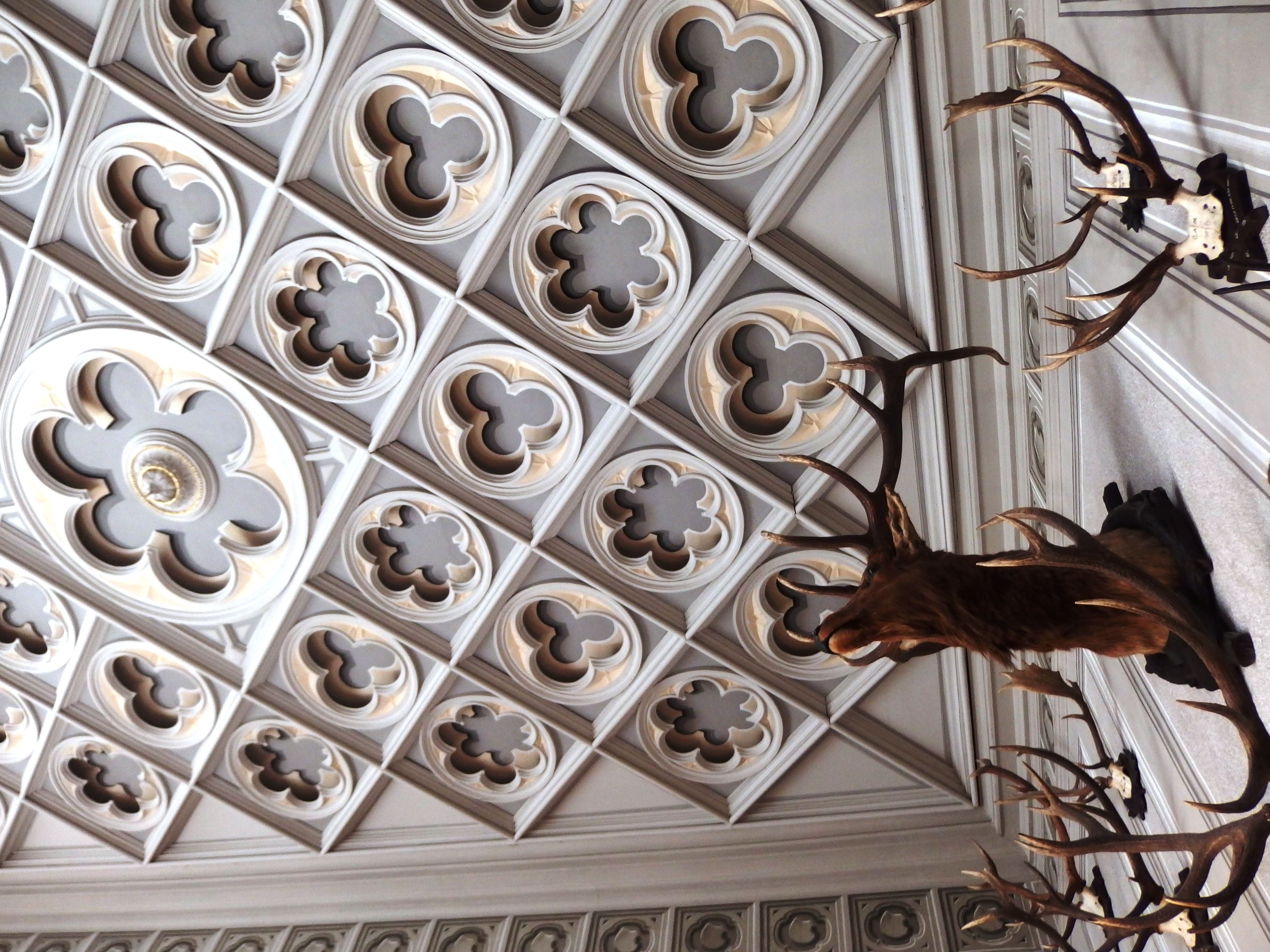

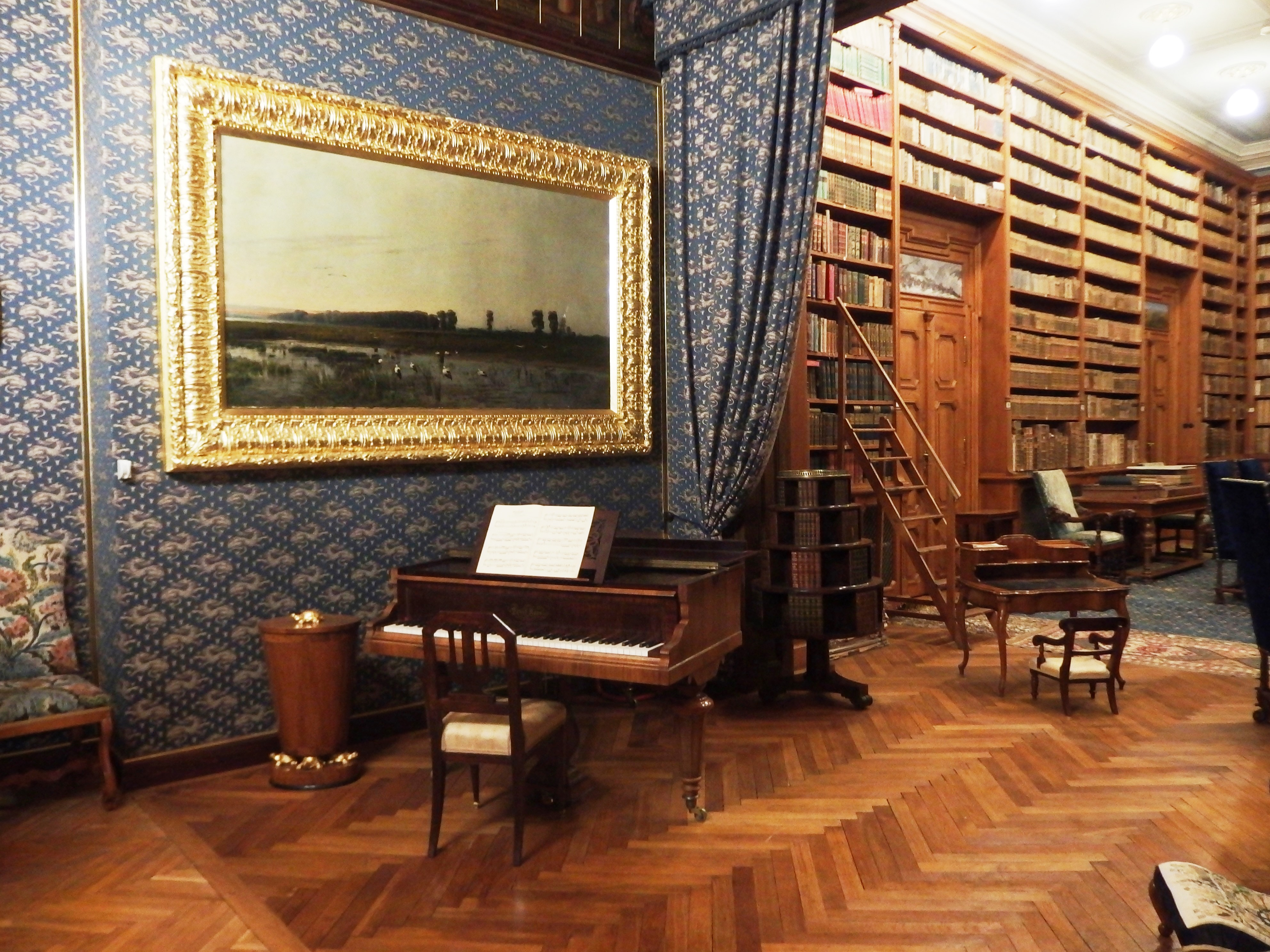
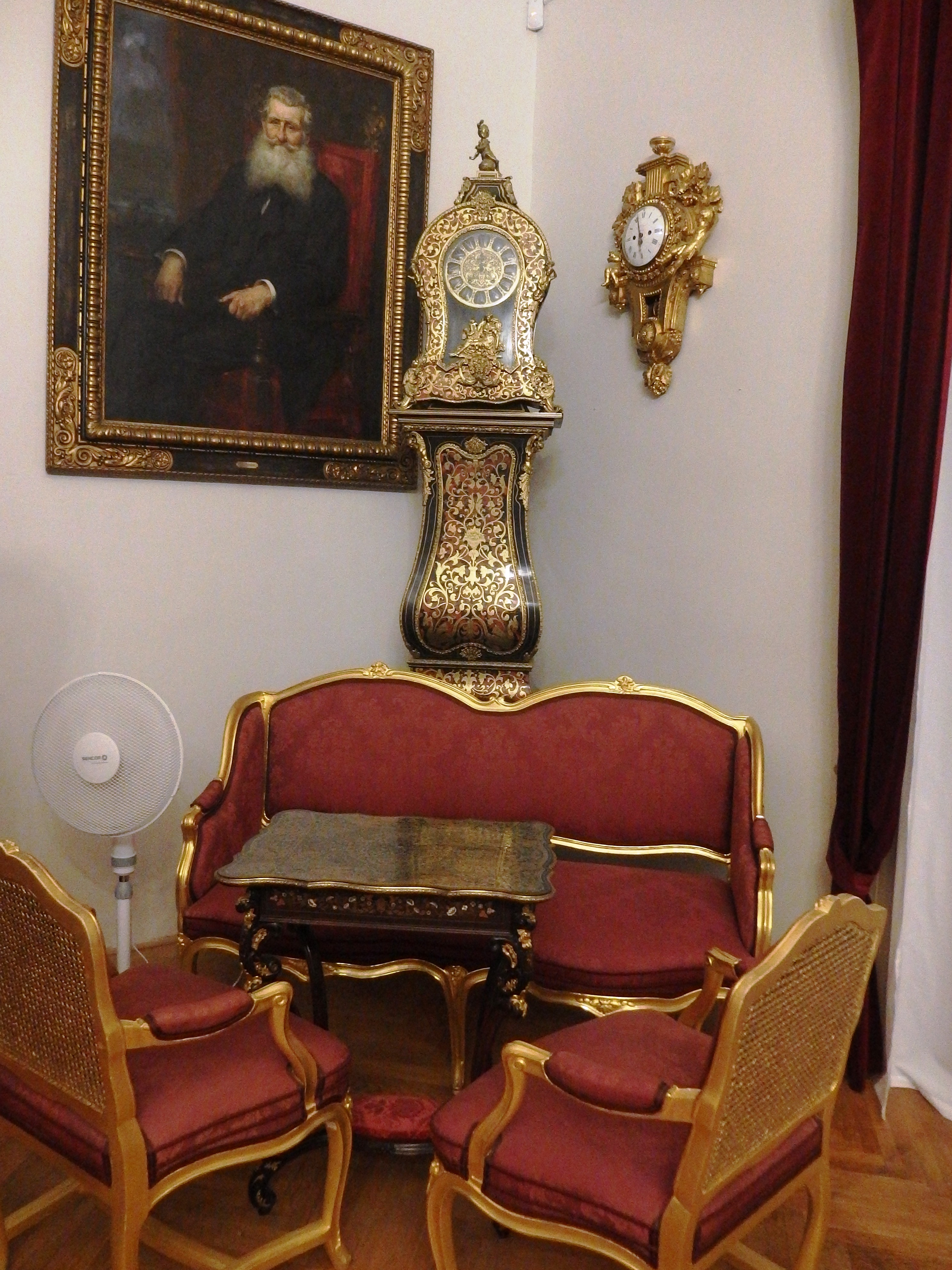
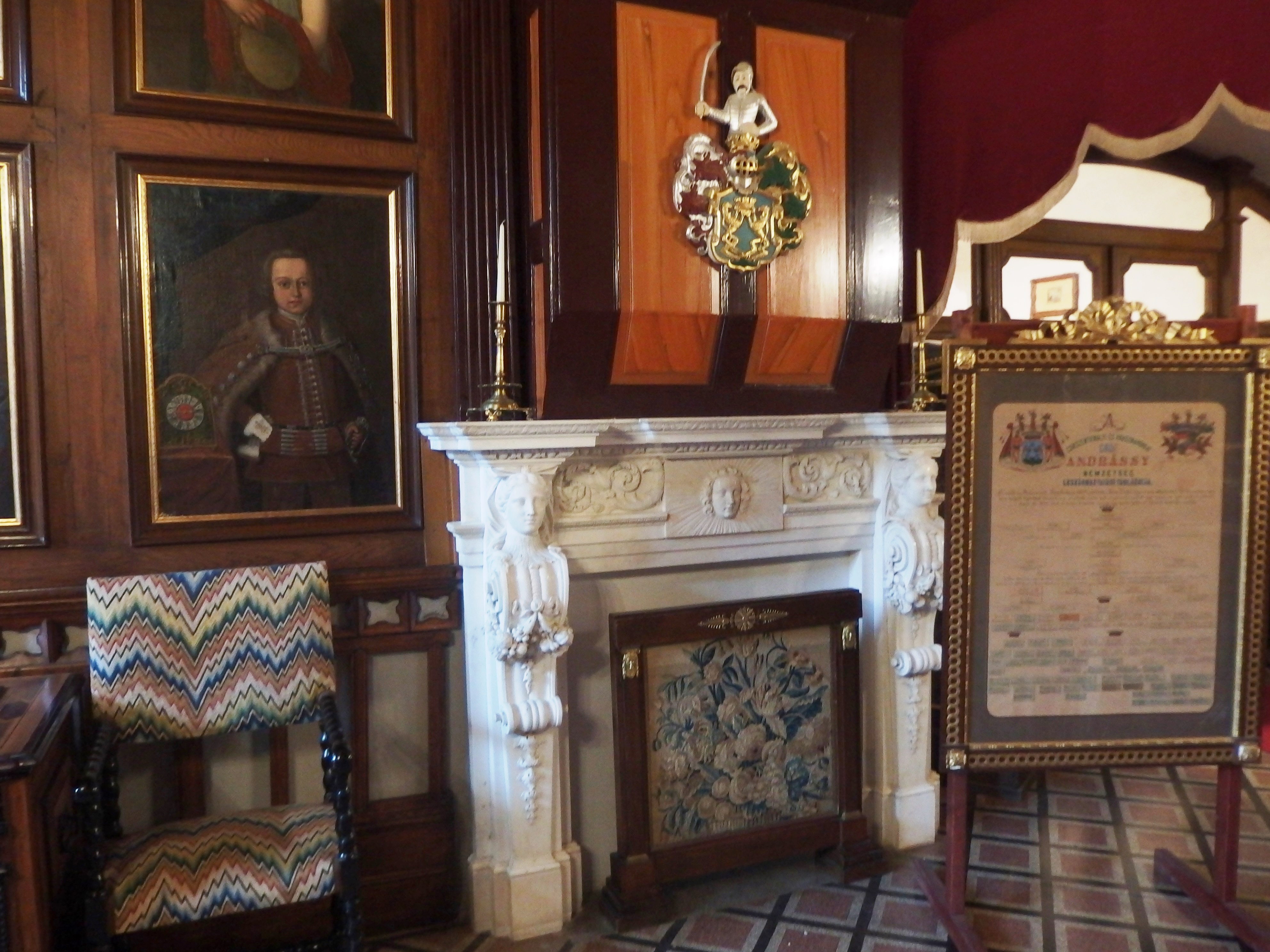
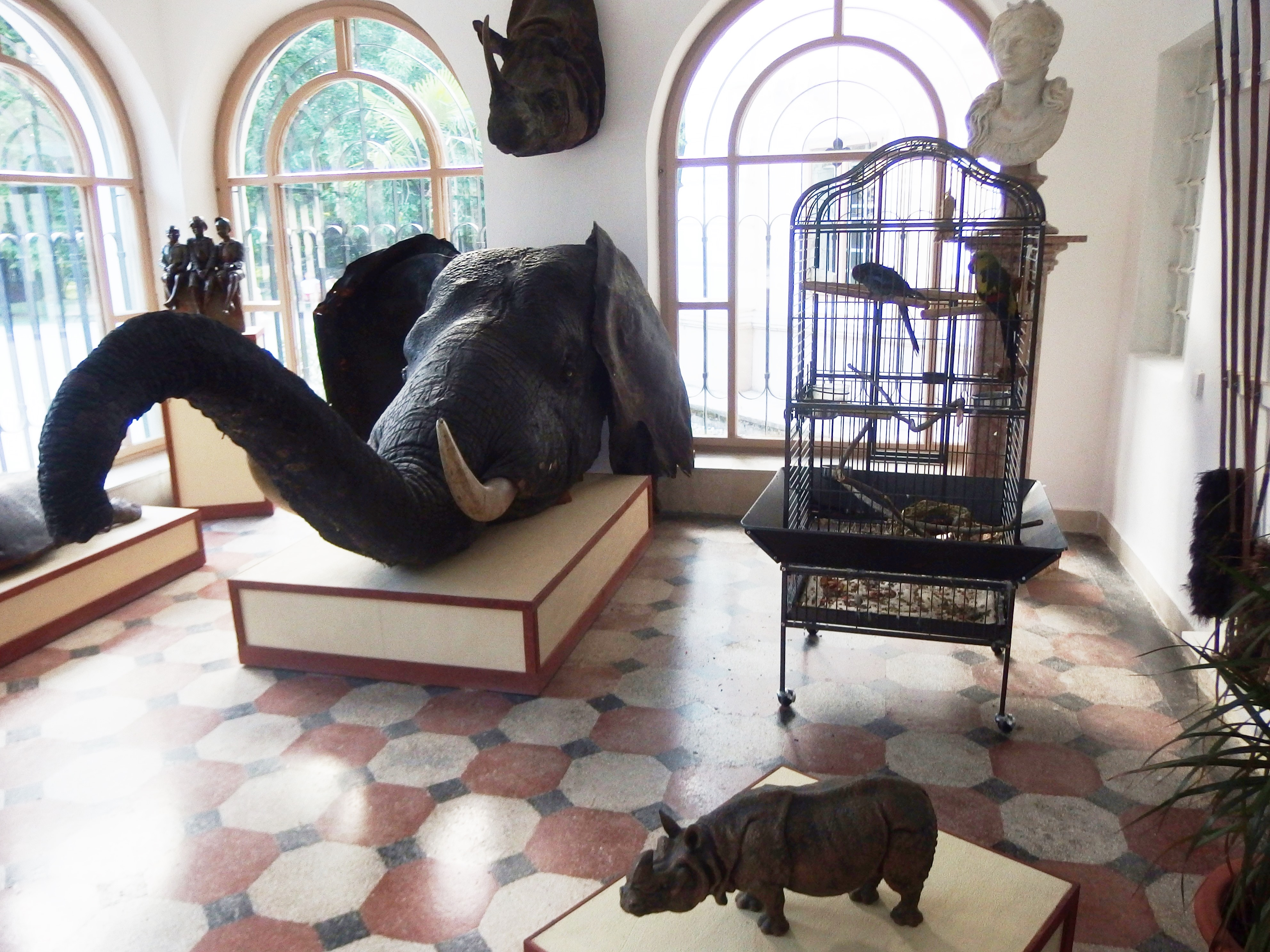

Binnenshuis ziet men:
- waardevolle meubels in verscheidene stijlen, gaande van de renaissance tot art nouveau,
- historische vuurwapens,
- exotische jachttrofeeën,
- een collectie schilderijen van Hongaarse en Europese schilders,
- collecties keramiek,
- glaswerk,
- uurwerken,
- een bibliotheek met ongeveer 20.000 boeken, wetenschappelijke literatuur, historische manuscripten en gedrukte werken. Deze boekenverzameling werd in de 2e helft van de 18e eeuw door Leopold Andrássy gerealiseerd.[2]

De oudste verzamelobjecten dateren uit de 15e eeuw. Voorwerpen uit Afrika en Azië brengen de reizen van graaf Manó Andrássy (° 1821 - † 1891) in herinnering.

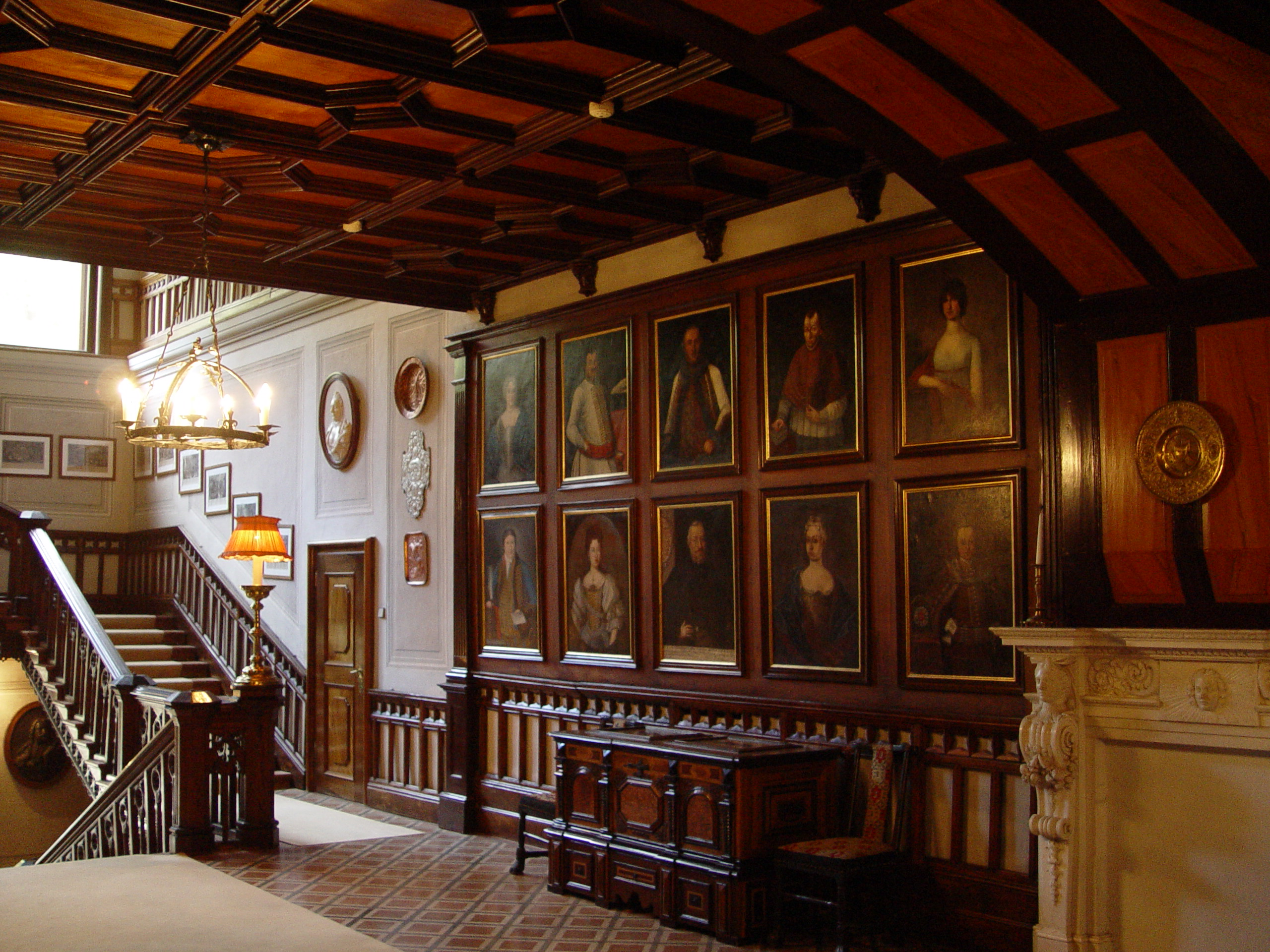
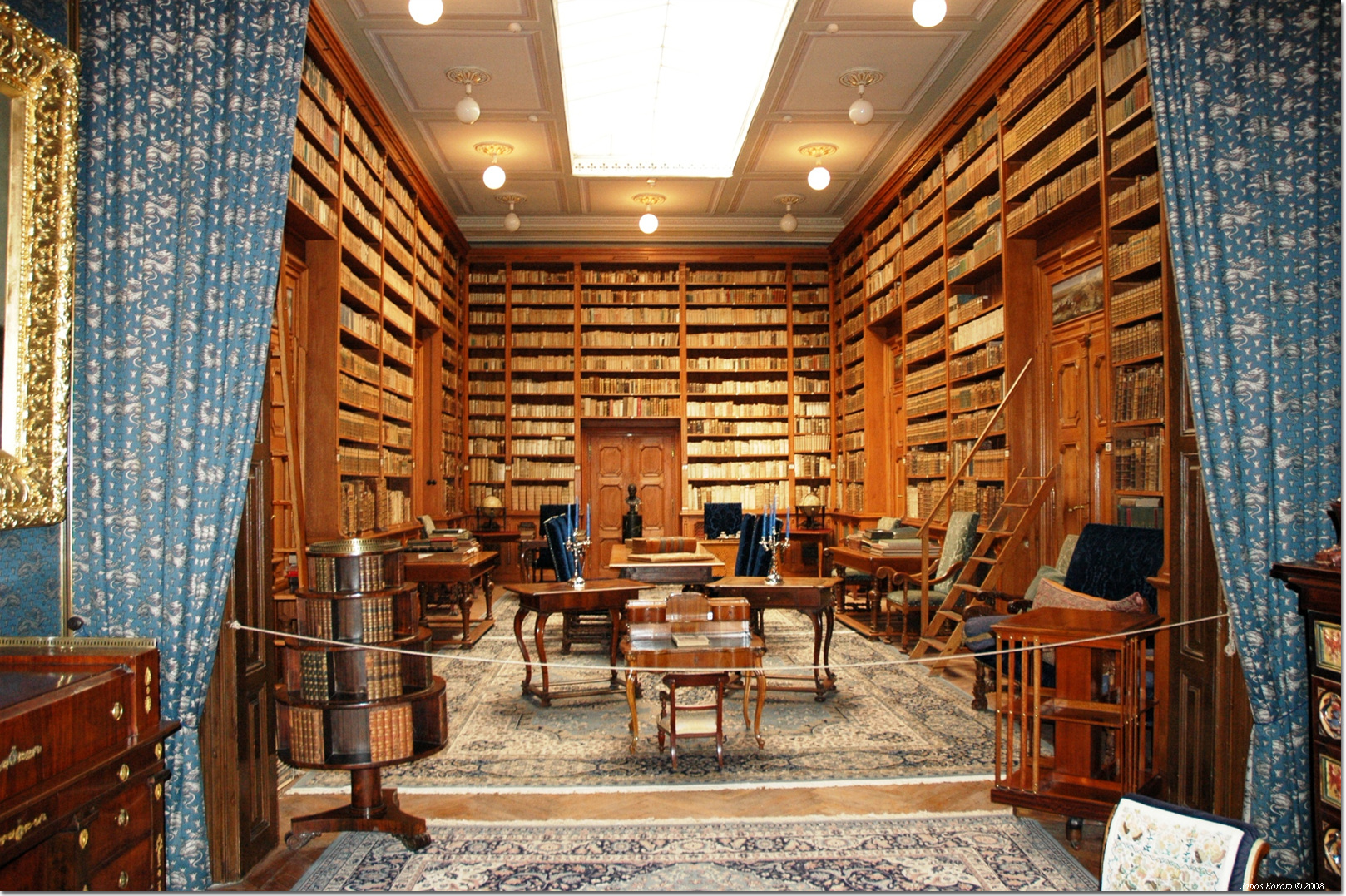
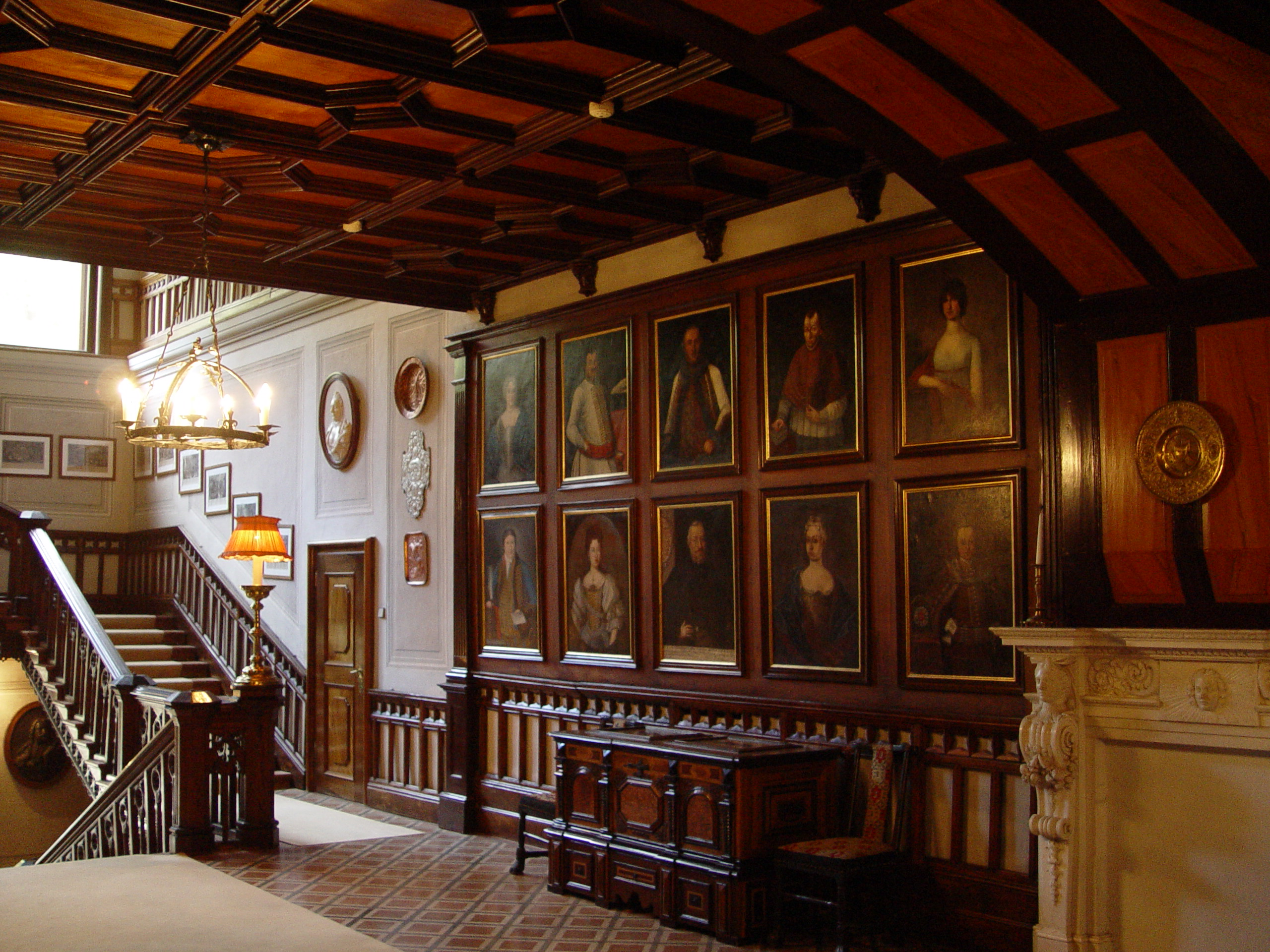
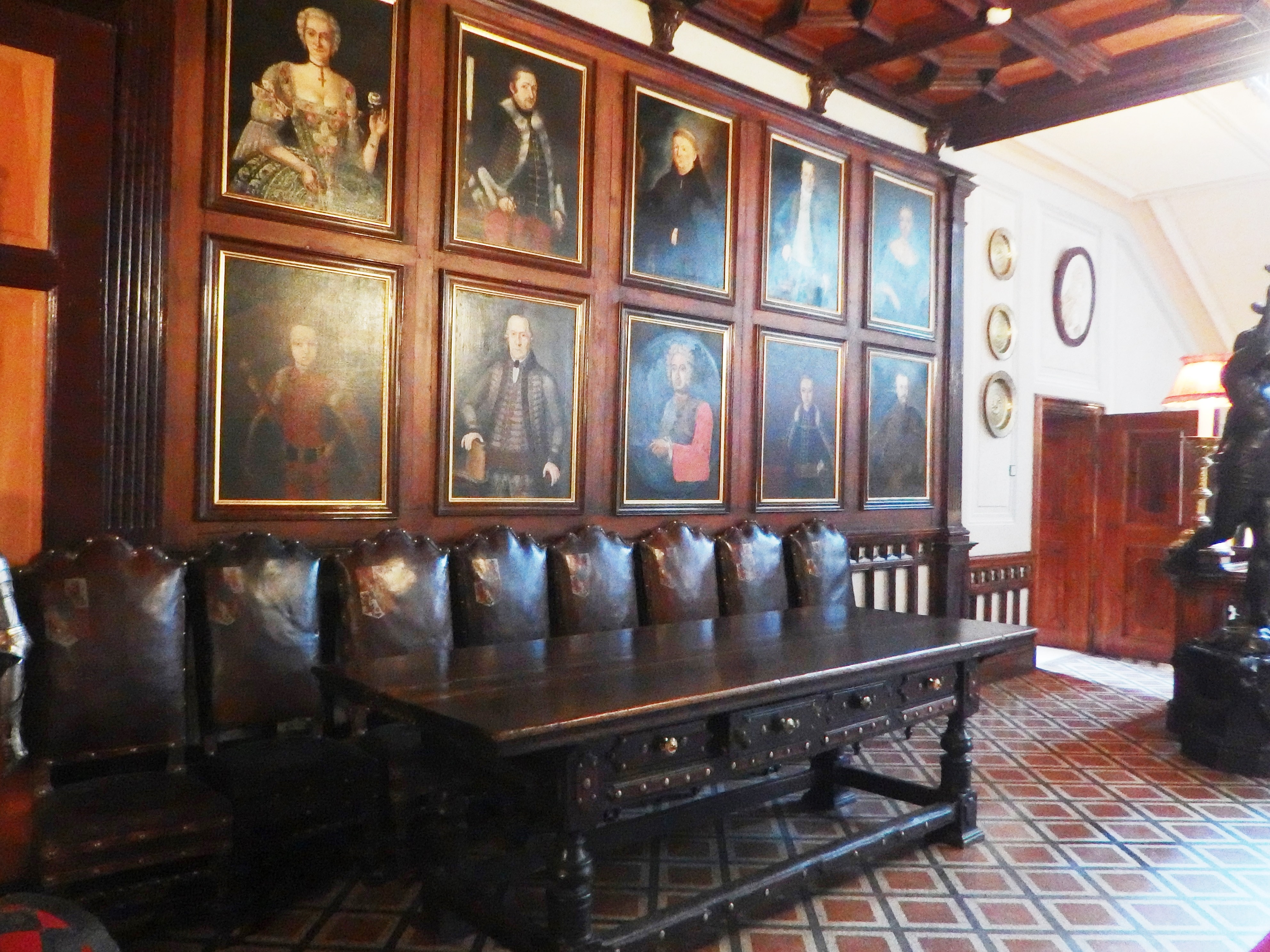

## Park

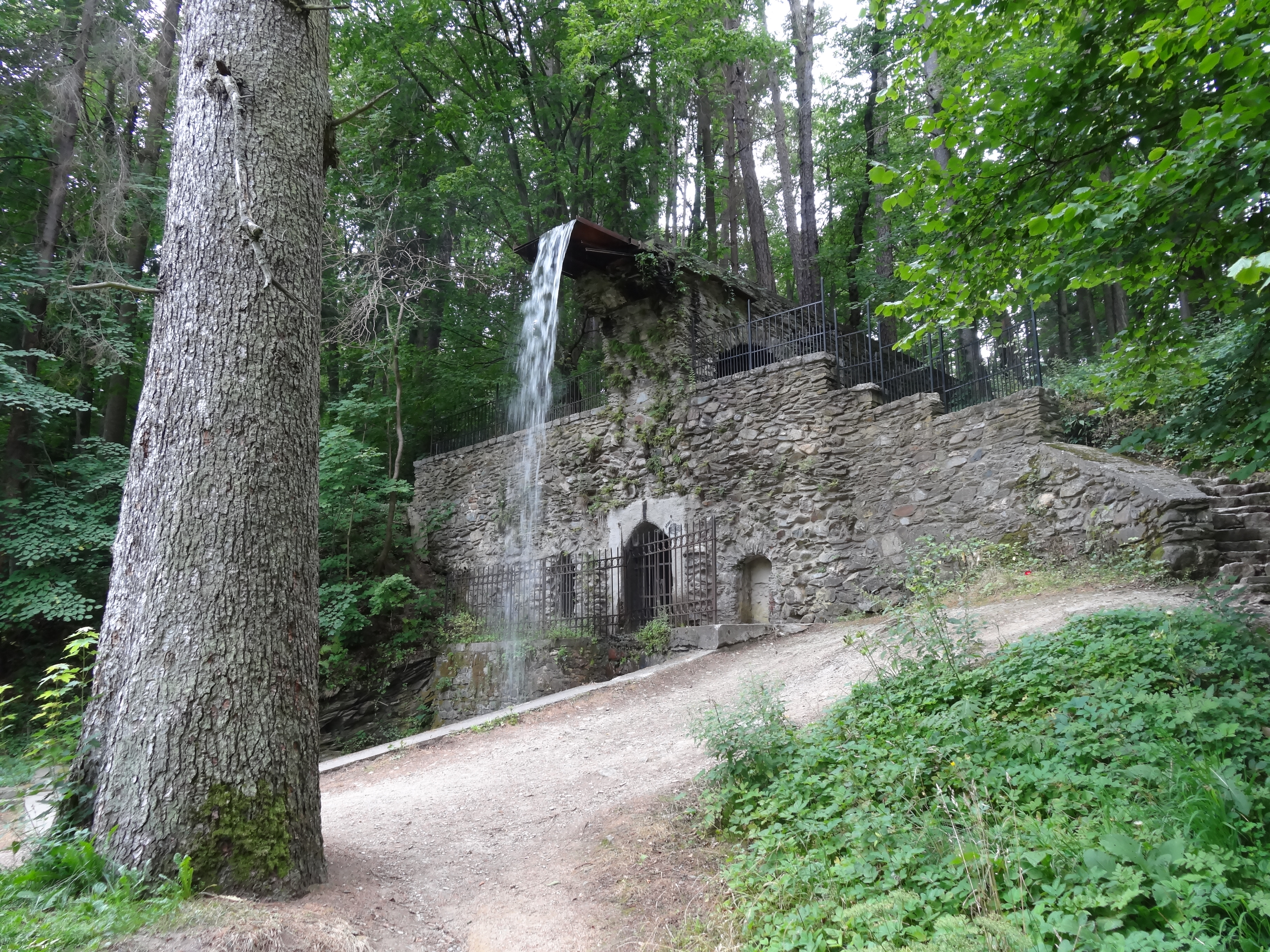
Waterval in het Engelse Park

Aan het einde van de 18e eeuw begon de familie Andrássy met de aanleg van een natuurpark. Mettertijd werd dat uitgebreid en aangevuld met dendrologische rariteiten en met een Hermes-bron uit het midden van de 19e eeuw.
Het park kreeg zijn huidige uitzicht omstreeks 1880, onder impuls van de toenmalige eigenaar, Manó Andrássy (de "IJzeren Graaf").
Anno 2022 heeft het park een oppervlakte van 80 hectare.
Het is ‘t grootste historische park van Slowakije en er is ook een Romeinse waterval, ontworpen in 1823 door Josef Bergmann. Met een hoogte van 9 meter is dit de hoogste kunstmatige waterval in Slowakije. Ze werd in oktober 2016 gerenoveerd door een burgerlijke vereniging.